# Voeltzkowia mira
Espèce
Statut de conservation UICN

 EN B1ab(iii) : En danger
Voeltzkowia mira est une espèce de sauriens de la famille des Scincidae.

## Répartition
Cette espèce est endémique du Nord-Ouest de Madagascar.

## Description
C'est un animal aveugle, sans oreille et apode (dont les pattes sont atrophiées), une adaptation à son mode de vie fouisseur.

## Publication originale
- Boettger, 1893 : Katalog der Reptilien-Sammlung im Museum der Senckenbergischen Naturforschenden Gesellschaft in Frankfurt am Main. I. Teil (Rhynchocephalen, Schildkröten, Krokodile, Eidechsen, Chamäleons). Gebrüder Knauer, Frankfurt am Main, p. 1-140 (texte intégral).